# Thomas Dunhill
Thomas Frederick Dunhill (Hampstead, Londen, 1 februari 1877 - Scunthorpe, Lincolnshire, 13 maart 1946) was een Brits componist en schrijver over muziek. Hij was voornamelijk bekend in Engeland.
Dunhill’s carrière in de muziek begon toen hij in 1893 ging studeren aan het Royal College of Music te Londen; piano bij Franklin Taylor en compositie bij Sir Charles Villiers Stanford. Hij werd later muziekdocent aan het Eton College (1899-1908) en vanaf 1905 was hij muziekprofessor aan het RCM.
Hij werd daarna bekend als organisator van kamermuziekconcerten (Thomas Dunhill Concert) ter promotie van nieuwe Britse kamermuziek in die dagen. Zelf componeerde hij toen al in allerlei genres, maar zijn zonder meer klassieke muziek bevindt zich op de scheidslijn met lichte muziek. Net zoals veel andere leerlingen van Stanford kreeg ook Dunhill te maken met het feit dat zijn muziek door de tijd werd ingehaald. In zijn eigen dagen populair, maar daarna snel vergeten. Eerst nu, 70 jaren nadien, komt zijn muziek weer aan de oppervlakte, men is op zoek naar nieuw repertoire aan klassieke muziek. Een aantal werken bleef wel overeind in de Engelse muziekgeschiedenis:
- The wind among the Reeds; een liederencyclus voor tenor en orkest; première door Gervase Elwes met het Royal Philharmonic Orchestra in Queen’s Hall in 1912;
- The Cloths of Heaven; gebaseerd op teksten van William Butler Yeats ;
- A Sea Dirge; een lied gebaseerd op Shakespeares gedicht  Full fanthom fie, ook door Elwes gezongen.

In juli 1918 werd Dunhill voorzitter van de Royal Philharmonic Society; Thomas Beecham en Donald Baylis hadden de instelling succesvol, maar met harde hand door de periode van de Eerste Wereldoorlog heen geloodst.  

## Composities
Zie Oeuvre van Thomas Dunhill.

## Boeken
- 1913: Chamber Music: A Treatise for students (Macmillan, London)
- 1928: Sullivan's Comic Operas - A Critical Appreciation (Edward Arnold, London 1928).
- 1936: dward German, An Appreciationin Musical Times, Vol. 77, No. 1126 (Dec., 1936), pp. 1073-1077.

## Bron
- Dit artikel is grotendeels gebaseerd op het artikel in de Engelstalige Wikipedia;
- Uitgave Dutton Epoch; serie met vergeten Britse muziek
- Dictionary of Music

- Bibsys: 4042494
- Biblioteca Nacional de España: XX5107769
- Bibliothèque nationale de France: cb140282416 (data)
- Gemeinsame Normdatei: 121806642
- International Standard Name Identifier: 0000 0000 8087 0188
- Library of Congress Control Number: n83177410
- Nationale Bibliotheek van Letland: 000047819
- MusicBrainz: 0c95256f-c984-4332-bb97-ab5b149641bb
- Nationale Bibliotheek van Tsjechië: xx0157683
- Nationale Bibliotheek van Israël: 987007275263005171
- Nederlandse Thesaurus van Auteursnamen: 074271970
- SNAC: w67945pn
- Système universitaire de documentation: 101278241
- Trove: 811927
- Virtual International Authority File: 7587643
- WorldCat: E39PBJcccWx76rHM7B48MQHQv3